# NGC 5266
NGC 5266 is een elliptisch sterrenstelsel in het sterrenbeeld Centaur. Het hemelobject werd op 1 juli 1834 ontdekt door de Britse astronoom John Herschel.

## Synoniemen
- ESO 220-33
- AM 1339-475
- IRAS 13399-4755
- PGC 48593